# زازين

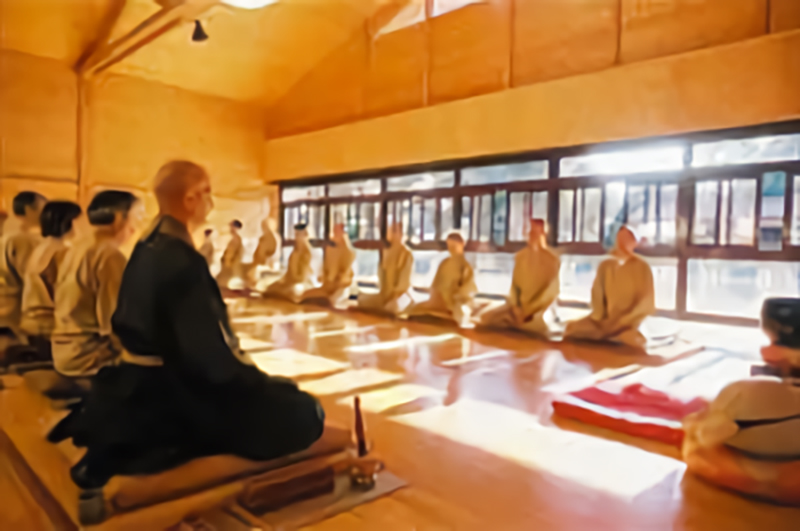
حلقة زازين في مدرسة رينزاي.

زازين (باليابانية: 坐禅) هي أهم الطقوس في مذهب الزن البوذي. يكون هدف زازين والتي تعني حرفيا «التأمل الجالس» ببساطة هو الجلوس والتأمل بحيث يوصل الجسم والعقل إلى حالة من الراحة والهدوء تساعد على التفكير في طبيعة الوجود والوصول إلى التنوير (ساتوري).
يكون شكل الزازين بالجلوس بحيث تكون الأرجل مطوية والأيادي متشابكة والظهر منتصبا بشكل قائم. ويركز أيضا على التنفس بحيث يكون من البطن والتي هي مركز ثقل الجسم، وتكون العيون نصف مفتوحة بحيث لا يشوش المتأمل شيء من الوسط المحيط ويمنعه من الخلود للنوم.